# Vejčitý váček
Vejčitý váček (utriculus) je váček v labyrintu vnitřního ucha obratlovců. Jedná se o část rovnovážného (vestibulárního) aparátu, uvnitř váčku je epitel s místem zvaným „makula“ – shlukem vláskových buněk. Uvnitř váčku bývá přítomen tzv. otolit, konkrece uhličitanu vápenatého, která funguje podobně jako statolity v rovnovážných orgánech bezobratlých. Funkcí vejčitého váčku je vnímání polohy těla, gravitace a lineárního zrychlování a zpomalování pohybu (podobně jako u podobného, ale menšího sacculu, tedy kulovitého váčku).
Lidský utriculus je oválného tvaru, má na délku asi 2,5–3,5 mm a je uložen v dutině vestibula. Je spojen s kulovitým váčkem pomocí tzv. ductus utriculosaccularis. Ve vzpřímené poloze jsou řasinky vláskových buněk v kulovitém váčku uspořádány vertikálně, což je činí poněkud vnímavějšími vůči horizontálnímu pohybu (např. při rozběhu – řasinky se ohýbají směrem vzad, proti směru pohybu). Z vláskových buněk se signál o pohybu převádí na příslušné neurony sluchově rovnovážného nervu, jímž putují do mozku.